# Jorji Saldadze
Pas d'image ? Cliquez ici

a Compétitions nationales et continentales officielles uniquement.

Dernière mise à jour le 12 décembre 2024.
Jorji Saldadze, né le 25 mai 1994 à Koutaïssi (Géorgie), est un joueur géorgien de rugby à XV. Il évolue au poste de pilier.

## Biographie
Après avoir évolué en Géorgie au RC Aia à Koutaïssi, il signe à l'AS Béziers en Pro D2 en 2019 où il prolonge son contrat en 2021 pour deux saisons.
En janvier 2023, il s'engage au Biarritz olympique en tant que joker médical de Guy Millar. À l'issue de la saison, il est recruté par le CS Bourgoin-Jallieu.